# Titiek Suharto
Siti Hediati Hariyadi (née le 14 avril 1959 à Semarang), plus connue sous le nom de Titiek Suharto, est une femme d'affaires et une femme politique indonésienne. Elle est la deuxième fille (et quatrième enfant) de Suharto, le deuxième président de l'Indonésie. Elle est actuellement membre du Conseil représentatif du peuple. Elle est l'ancienne épouse de Prabowo Subianto, actuel président de l'Indonésie.
Initialement membre du Golkar, elle a été élue au Conseil représentatif du peuple lors des élections législatives indonésiennes de 2014. Elle a été réélue au Conseil des représentants du peuple lors des élections de 2024 en tant que membre du Gerindra. Elle préside actuellement la Quatrième Commission du Conseil représentatif du peuple (Agriculture, environnement et forêts, et affaires maritimes).

## Biographie
Titiek est née à Semarang, Java central en 1959. Elle était le quatrième enfant de Suharto et de Siti Hartinah.
Après avoir obtenu son diplôme d'études secondaires, elle a étudié à la Faculté d'économie de l'Université d'Indonésie avec une spécialisation en comptabilité. Elle a obtenu en 1985 une licence en économie.
En mai 1983, Titiek a épousé Prabowo Subianto, un officier de l'armée. Elle et Prabowo ont eu un fils, Didit Hediprasetyo, qui a été scolarisé à Boston et est devenu un couturier et architecte d'intérieur automobile. Titiek et Prabowo ont divorcé en 1998.
Seize ans après leur divorce, Titik a participé à des rassemblements avec Prabowo pour soutenir sa campagne présidentielle en 2014, mais elle a rejeté les spéculations selon lesquelles ils se remarieraient.
Titik a dirigé l'Indonesian Art Foundation et elle a été commentatrice à la télévision pour la Coupe du monde 2006
De 2014 à 2018, elle a été élue députée à la Conseil représentatif du peuple indonésienne par l'intermédiaire de Golkar, le parti politique créé par son père. En 2015, Titiek soutient son frère Tommy Suharto pour diriger le parti. En 2017, Titiek a déclaré qu'elle était elle-même prête à se présenter à la direction de Golkar, car la popularité du parti avait chuté.
En juin 2018, Titiek a démissionné de Golkar et a rejoint le parti Berkarya de Tommy. Elle se plaignit que sa voix n'avait jamais été entendue à Golkar.
Pour les élections législatives indonésiennes de 2024, Titiek s'est présentée comme candidate législative sous la bannière de Gerindra, le parti politique de Prabowo. Elle a reçu le deuxième plus grand nombre de voix dans sa circonscription électorale de Yogyakarta. Elle a été élue présidente de la Quatrième Commission du Conseil représentatif du peuple (Agriculture, environnement et forêts, et affaires maritimes). Elle a déclaré que son objectif était d'accélérer la sécurité alimentaire et l'autosuffisance alimentaire de l'Indonésie.